# Sympycnus aequalis
Sympycnus aequalis är en tvåvingeart som beskrevs av Becker 1922. Sympycnus aequalis ingår i släktet Sympycnus och familjen styltflugor. Inga underarter finns listade i Catalogue of Life.